# Drummore
Drummore är en ort i Storbritannien.   Den ligger i kommunen Dumfries and Galloway och riksdelen Skottland, i den centrala delen av landet, 500 km nordväst om huvudstaden London. Drummore ligger 17 meter över havet och antalet invånare är 310.
Terrängen runt Drummore är platt. Havet är nära Drummore österut.  Det finns inga andra samhällen i närheten. 